# 川上良子
川上 良子（かわかみ よしこ、1977年2月10日 - ）は、日本の元AV女優。

## 略歴
- キカタン女優として多数の作品に出演。
- 南ゆかり、藤吉由美子といった別名でも活動していた。
- 作品によっては「かわかみ よしこ」ではなく「かわかみ りょうこ」の読みの名義で出演することもあった。
- その他、稀に 高橋由美、初美 等のその作品だけ？の名義もあり。

## 作品

### アダルトビデオ
南ゆかり 名義
- パイズリクライマックス (VHS:1999年、ソフト・オン・デマンド)
- ぽちゃぽちゃ倶楽部2 (VHS:1999年5月8日、シーツーコーポレーション)
- 地獄だよお義母さん5 (VHS:2000年5月19日、東京音光)
- 僕だけの女教師ペット~美巨乳女教師羞恥授業~ (VHS:2000年6月20日(4月1日発売だったという情報も・・・)、SODクリエイト)  (DVD:2002年8月17日、SODクリエイト)
- 美人教師 暴行現場 3(VHS:2000年7月25日、クリスタル映像)
- 巨乳フェチクラブ　乳にゅう乳にゅうVOL．13　ゆかりHカップ100cm
- 巨乳と巨乳
- 相姦淑女vol.7

他。
藤吉由美子 名義
- ザ・SEXライブ 18（VHS:1999年1月28日、KUKI）
- 巨乳愛奴緊縛図鑑 (VHS:1999年4月16日、シネマジック）
- 禁断の花園（秘）大潜入！！ 看護女子寮 狙われた新入生（VHS:1999年5月11日、アテナ）
- チャットDEぴチャット濡れました インテリ痴女メールでGet！！（VHS:1999年5月25日、KUKI）
- オッパイ天国コスプレ天国 乳出せ！ケツ出せ！抜きまくれー！！ だめッ制服が濡れちゃう･･･！！（VHS:1999年5月31日、アテナ）
- 美乳BIG3狂宴 エッチな巨大乳でマニア抜き！！（VHS:1999年6月21日、アテナ）
- 巨乳淫力（VHS:1999年、ネクストイレブンクラブ）
- 爆乳レイプ

川上良子 名義
- エロ乳 おねだりパイチューの巻(VHS:1999年7月以降？、メディアステーション)
  - 作中内で かわかみ”よしこ”ではなくDX　変身ベルトガヴと名乗っている。　
  - （DVD:2003年4月28日、メディアステーション）共演:梶原まゆ 他出演:織田和美、渡邊あかね
- 巨乳G7 オッパイサミット開幕 シゲキパイズリ＆マ○○抜き！！（VHS:1999年11月11日、アテナ）
- ザ・爆乳 VOL.41 (VHS:2000年5月25日、VCA)
  - パッケージにRyoko Kawakamiと表記あり。作中内でも男優から「りょうこちゃん」と呼ばれている。
  - 爆乳スペシャル 3(DVD:2004年6月10日、ディーハウス)に本作がほぼ完全収録（VHS版の冒頭オープニング部分が若干だけカット)。他出演:美夕（ザ・爆乳 VOL.33)。同シリーズの美夕出演作も収録。つまりザ・爆乳シリーズからVOL.33とVOL.41の2作を収録したカップリングベスト盤といった内容。
- 淫行女学園 新体操部 夏休み合宿スペシャル リボンで縛ってフープで腰フリ棍棒でアソコはヌールヌル！（VHS:2000年6月30日、アテナ）
- 浴衣巨乳美人 花火大会の夜に･･･ お姉さん、僕もう･･･ここじゃダメ、あッ！（VHS:2000年7月11日、アテナ）
- 超乳天国　９８ｃｍＨｃｕｐ（単体VHS:2001年6月15日、ルビー） 
  - 超乳天国（総集編DVD:2002年5月28日、ルビー）他出演:井上千尋、吉岡恵理、二岡ちなみ、綾波涼
- NEO キャンペーンガール VOL.2（2003年5月16日、デジタルバンク）他出演:弓岡玲子、高原玲奈
- えろ妻 よしこ
- 乳香 Vol.3
- 生け贄の閲覧室
- 巨乳クラブ爆乳マニア

他多数出演。